# Bab Dekakin
Bab Dekakin ali Bab Dekakene (arabsko باب الدكاكين, latinizirano: bab ad-dekakin, lit. 'vrata klopi') so utrjena in obredna vrata v Fesu v Maroku. Vrata so med starim Mečuarjem (ali Vieux Méchouarjem) in novim Mečuarjem (ali Nouveau Méchouarjem) na severnem robu Fes el-Dždida.

## Izvor imena
Prvotno ime vrat je bilo Bab es-Sebaa ('Vrata leva'), verjetno glede na izrezljano podobo ali motiv leva, ki je medtem izginil.
Prvotno je bilo ime Bab Dekakin pravzaprav ime tega, kar so zdaj vrata v samo kraljevo palačo, ki je bila prej glavni vhod v mesto (prvotno imenovano Bab el-Kued ali Bab el-Kantara), preden se je palača razširila do te točke. Šele pozneje je ime začelo označevati Bab es-Sebaa. Ime Bab Dekakin pomeni 'Vrata klopi' in je sklicevanje na prejšnji obstoj klopi ob straneh vrat, kjer so tisti, ki jim je bila odobrena avdienca znotraj palače, čakali, dokler niso bili poklicani.

## Zgodovina
Fes el-Dždid ('Novi Fes') je leta 1276 ustanovil sultan Abu Jusuf Jakub kot novo prestolnico marinidskega sultanata kot ločeno strnjeno naselje s pogledom na bližnje starejše mesto Fes (Fes el-Bali; 'Stari Fes'). Mesto je vključevalo sultanovo kraljevo palačo (Dar al-Makzen), ki je v mnogih obdobjih služila kot rezidenca maroških vladarjev in jo še danes občasno uporablja maroški kralj.
Bab Dekakin izvira iz prvotne marinidske ustanovitve leta 1276 in je bil del glavnega severnega vhoda v mesto. Njegova postavitev je bila zelo obrambna in prvotno je imel upognjen vhod (kar je napadalce prisililo, da zavijejo več vogalov, ko gredo skozenj). Obdana z dvema paroma visokih kvadratnih stolpov, nekateri učenjaki verjamejo, da so bili zunanji stolpi, višji od notranjih, dodani vratom leta 1286 med gradnjo akvadukta, ki je oskrboval vodo v marinidskih kraljevih vrtovih severno od mesta. Stolpi so bili morda delno namenjeni za zaščito akvadukta in velikega noria (vodnega kolesa), ki je dvigoval vodo do njega in ki bi bil skoraj tako visok kot sami stolpi.
Vrata so omogočila dostop do današnjega trga Stari Mečuar, toda prvotno je ta trg dejansko služil kot utrjen most čez Oued Fes. Na njegovem južnem koncu so bila Bab el-Kued ('Vrata reke') ali Bab al-Kantara ('Vrata mostu'), glavna vrata v samo mesto. Ta južna vrata so kasneje postala vrata kraljeve palače, ko je bila slednja razširjena do te točke v poznem 19. stoletju, nato pa je trg pred njimi postal mečuar.
Območje mečuarja, podobno kot palača, se je skozi stoletja spreminjalo in širilo. Na severni strani Bab Dekakina je Novi Mečuar, večji od starega, ustvaril alavitski sultan Mulaj Mohamed ibn Abdalah (Mohamed III. Maroški) med svojo vladavino (1757-1790) ali kasnejši alavitski sultan Mulaj Hasan (vladal 1873-1894), ki je zaslužen za razširitev palače na trenutno velikost. Na zahodni strani trga Novi Mečuar je prehod v italijanskem arhitekturnem slogu, ki pripada Makini (Dar al-Makina), nekdanji tovarni orožja, ki jo je ustanovil Mulaj Hasan leta 1886 s pomočjo italijanskih častnikov. Prvotno je bil ta zahodni zid pravzaprav velik marinidski akvadukt, zgrajen leta 1287 za prenos vode v marinidske kraljeve vrtove; šibek obris njegovih obokov je še danes viden vzdolž površine obzidja. Severna vrata nasproti Bab Dekakina, znana kot Bab Kbibat es-Smen ('Vrata maslene niše'), prav tako izvirajo iz te gradnje iz leta 1886, čeprav so tu blizu nekoč stala druga vrata, imenovana Bab Segma, njihovo ime pa se še vedno uporablja kot toponim za območje.
Sama vrata Bab Dekakin so bila obnovljena in spremenjena leta 1884, v času vladavine sultana Mulaja Hasana. Zlasti je bil osrednji lok vrat odprt, da bi zagotovil raven ali neposreden prehod skozi namesto prvotnega upognjenega vhoda, da bi olajšali kroženje (podobno kot so kasneje storili tudi pri Bab Semarine). Leta 1912 ali po njem je bil na vzhodni strani osrednjega loka odprt še en prehod ali lok (na levi strani, gledano iz starega Mečuarja) in dobil podoben okrasni obris kot zahodni lok, da bi ustvaril vizualno simetrijo. Celotna oblika vrat, vključno z masivnimi stolpi, ki jih obkrožajo, pa se zdi izvirna iz marinidskega obdobja. Do zgodnjega 20. stoletja je bil pri Bab Dekakinu tudi zapor, kjer so bili zaprti zaporniki, ki so prestajali dolge kazni.
Danes vrata služijo tudi kot ozadje za predstave, ki potekajo znotraj Novega Mečuarja med letnim svetovnim festivalom duhovne glasbe.

## Arhitektura
Notranja stran vrat je obrnjena proti staremu Mečuarju in severovzhodnim vratom v kraljevo palačo, zgodovinsko glavni vhod na ozemlje palače (do izgradnje novih vrat palače na jugozahodu v 20. stoletju). Njena zunanja fasada gleda na Novi Mečuar.
Vrata so narejena iz zidanega kamna in opeke in so postavljena med dva para masivnih kvadratnih stolpov, ki nakazujeta marinidsko vojaško arhitekturo. Notranji prehod vrat je sestavljen iz več podkvastih lokov, razporejenih na pragovih treh zaporednih komor. Srednja komora je odprta proti nebu zgoraj; obrambna značilnost prvotnih vrat, ki je branilcem omogočala streljanje ali izstreljevanje izstrelkov na napadalce znotraj prehoda vrat. Poleg tega osrednjega prehoda pa sta še dva stranska prehoda skozi manjše oboke na zunanji fasadi vrat in skozi enako velike oboke na njihovi notranji fasadi (tako da na tej strani izgleda kot trojna vrata). Ta simetrična razporeditev je rezultat sodobnih sprememb vrat za lažjo cirkulacijo. Prvotna vrata so imela upognjen vhod: iz osrednje odprtine na njihovi severni (zunanji) strani se je notranji prehod vrat dvakrat obrnil za 90 stopinj in se pojavil na tem, kar je zdaj najbolj zahodni obok na strani starega Mečuarja.
Zunanja fasada vrat je tudi najbolj bogato okrašena. Obris osrednjega loka je okrašen z letvico, izklesano v ponavljajočem se polkrožnem motivu. Prečke nad tem so zapolnjene s ploščicami, poslikanimi s prepletajočimi se arabesknimi (rastlinskimi ali cvetličnimi) vzorci. Vse to je obdano s pravokotnim okvirjem, sestavljenim iz traku ali friza, vklesanega v motiv dardž va ktaf (maroški motiv, ki približno spominja na ponavljajočo se palmeto ali lilijo). Nad osrednjim lokom je plošča iz ploščic z dovršenim arabskim napisom. Dva stranska loka na notranji fasadi vrat sta okrašena s preprosto polkrožno profilacijo, kot je tista okoli osrednjega loka na zunanji strani, sicer pa je na tej fasadi malo okrasja.